# Blinding Lights
«Blinding Lights» (англ. Сліпучі вогні) — пісня, записана канадським співаком The Weeknd для його четвертого студійного альбому. Була випущена як другий сингл з альбому 29 листопада 2019, два дні після випуску лід-синглу «Heartless». Пісня написана і спродюсована самим The Weeknd, Максом Мартіном і Оскаром Голтером, співавторами пісні також є репер Belly і Джейсон Квінвілль.
«Blinding Lights» досягла першого місця в чартах понад тридцяти країн світу, включаючи США і Канаду, де вона стала п'ятим чарттоппером в Billboard Hot 100 і Canadian Hot 100, очоливши їх на чотири і сім тижнів, відповідно. Вона також стала першим синглом співака, який досягнув вершини хіт-параду Німеччини і протримався там 10 тижнів, у Великій Британії — вісім тижнів, в Австралії — одинадцять тижнів. Це найуспішніший сингл виконавця на даний момент.
Завдяки цій пісні The Weeknd став першим музикантом в історії, якому вдалося одночасно лідирувати в п'яти основних чартах Billboard. Це сталося у виданні 30 березня, коли трек був на першому місці в Hot 100, Billboard 200, Artist 100, Hot 100 Songwriters і в Hot 100 Producers.

## Історія
Після п'яти місяців відсутності в соціальних мережах співак повернувся в Instagram 20 листопада 2019 року і опублікував повідомлення через шість днів, 26 листопада 2019 року. Ще в червні 2019 року Ейбел анонсував проєкт під назвою Chapter VI . 24 листопада 2019 року по німецькому телебаченню вперше показали рекламний ролик Mercedes-Benz з кліпом «Blinding Lights». У ньому The Weeknd керує спорткаром Mercedes-AMG GT C Roadster, і просить аудіосистему відтворити його нову пісню. Вихід повнометражного рекламного ролика відбувся 29 листопада разом з синглом.
Офіційне лірик-відео було випущено 6 грудня. Офіційне музичне відео було знято на Фримонт-стріт в Лас-Вегасі.
6 грудня 2019 співак вперше виконав пісню наживо «Пізньому шоу зі Стівеном Кольбером».
У квітні 2020 року The Weeknd, в той час коли «Blinding Lights» був на вершині чарту Великої Британії, через Twitter попросив британців підтримати конкурента — благодійний сингл «You'll Never Walk Alone» 99-річного ветерана Тома Мур і «зробити його номером один» на його 100-й день народження до 30 квітня. Що в підсумку і сталося.

## Комерційний успіх
«Blinding Lights» дебютував на 11-му місці в Billboard Hot 100 у виданні від 14 грудня 2019 року, але впав на 52 позицію вже наступного тижня. У 12-ий тиждень після релізу пісня стала десятим хітом співака в top-10, вперше увійшовши в кращу десятку. 28 березня 2020 року пісня піднялася до другого місця в чарті. Вона також досягла першого місця в R&B Songs 7 березня 2020 року, де сингл став вже сьомим чарттоппером співака, що стало рекордом цього чарту. Крім того, пісня протрималася на першому місці рекордні 21 тиждень. 30 березня 2020 року пісня досягла першого місця переважно американському хіт-параді Billboard Hot 100, змістивши з вершини сингл «The Box» репера Roddy Ricch у виданні від 4 квітня 2020 року. Сингл зберіг першу позицію і на наступний тиждень, ставши третім мультитижневим лідером чарту для Ейбела після «The Hills». «Blinding Lights» протрималася чотири тижні на вершині чарту Hot 100.
«Blinding Lights» провела 25 тижнів в кращій десятці Billboard Hot 100 (на 13 липня 2020). У цифровому чарті Digital Song Sales, пісня досягла першого місця 23 березня 2020 року, і стала для Weeknd його п'ятим чарттоппером. Також 30 березня сингл очолив стрімінговий чарт Streaming Songs, вперше після пісні «The Hills», що вийшла за п'ять років до цього. 13 квітня пісня очолила чарт Pop Songs, де залишалася на першому місці шість тижнів не підряд. Вона також очолила Radio Songs на 18 тижнів поспіль, поділивши рекорд з синглом «Iris» Goo Goo Dolls. Пізніше вона знову повернулася на перше місце ще на два тижні. 18 травня пісня стала його першим номером один в чарті Adult Pop Songs, очолюючи його 12 тижнів поспіль. «Blinding Lights» також досяг сьомого місця в Adult Contemporary.
7 листопада 2020 року сингл збільшив рекорди чартів: за числом тижнів у кращій п'ятірці Hot 100 (він тепер дорівнює 32 тижнів), рекорд соул-чарту (34 тижні № 1 в Hot R&B Songs) і рекорд радіо-чарту Radio Songs (25 тижнів на № 1), наблизився до рекорду за кількістю тижнів в Top-10 (38; у лідера 39, «Circles» Post Malone, 2019–20).
The Weeknd став першим музикантом в історії, якому вдалося одночасно лідирувати в п'яти основних чартах журналу Billboard. У виданні від 30 березня 2020 року Ейбел був на першому місці в Hot 100, Billboard 200, Artist 100, Hot 100 Songwriters і в Hot 100 Producers. Наступного тижня він очолював три з них (Hot 100, Billboard 200, Artist 100) одночасно, це сталося четверте у його кар'єрі (до цього це двічі сталося у 2015 році). Запущений у 2014 році чарт Artist 100 і два інших головних чарти (альбомний і сингловий) одночасно очолювали лише сім інших музикантів. Дрейк це зробив рекордні 14 раз (останній раз це було 11 серпня 2018, «In My Feelings»), Тейлор Свіфт (сім), Адель (шість), Аріана Гранде і Ед Ширан (по два рази), Каміла Кабельо і Кендрік Ламар (по одному разу). The Weeknd вийшов на третє місце за кількістю тижнів на чолі Billboard Artist 100 (17 тижнів на № 1) після лідерів чарту: Тейлор Свіфт (37 тижнів) і Дрейк (31 тиждень).

## Чарти
| Чарт (2019—2021)                          | Найвища позиція |
| ----------------------------------------- | --------------- |
| Billboard Global 200                      | 2               |
| Аргентина (Argentina Hot 100)             | 11              |
| Австралія (ARIA)                          | 1               |
| Австрія (Ö3 Austria Top 75)               | 1               |
| Білорусь (Radiomonitor)                   | 2               |
| Бельгія (Ultratop Flanders)               | 1               |
| Бельгія (Ultratop Wallonia)               | 1               |
| Болівія (Monitor Latino)                  | 1               |
| Бразилія (Top 100 Brasil)                 | 51              |
| Канада (Canadian Hot 100)                 | 1               |
| Канада (AC) (Billboard)                   | 1               |
| Канада (CHR/Top 40) (Billboard)           | 1               |
| Канада (Hot AC) (Billboard)               | 1               |
| Чилі (Monitor Latino)                     | 9               |
| СНД (Tophit)                              | 2               |
| Колумбія (National-Report)                | 66              |
| Коста-Рика (Monitor Latino)               | 7               |
| Хорватія (HRT)                            | 1               |
| Чехія (IFPI)                              | 1               |
| Чехія (Singles Digitál Top 100)           | 1               |
| Данія (Tracklisten)                       | 1               |
| Еквадор(Monitor Latino)                   | 10              |
| Сальвадор (Monitor Latino)                | 5               |
| Естонія(Eesti Tipp-40)                    | 1               |
| Euro Digital Songs (Billboard)            | 1               |
| Фінляндія (Suomen virallinen lista)       | 1               |
| Франція (SNEP)                            | 1               |
| Німеччина (Media Control AG)              | 1               |
| Греція (IFPI)                             | 1               |
| Гондурас (Monitor Latino)                 | 8               |
| Угорщина (Rádiós Top 40)                  | 1               |
| Угорщина (Single Top 40)                  | 2               |
| Угорщина (Stream Top 40)                  | 1               |
| Ісландія (Plötutíðindi)                   | 1               |
| Ірландія (IRMA)                           | 1               |
| Ізраїль (Media Forest)                    | 1               |
| Італія (FIMI)                             | 1               |
| Японія (Japan Hot 100)                    | 59              |
| Латвія (LAIPA)                            | 1               |
| Ліван (Lebanese Top 20)                   | 2               |
| Литва(AGATA)                              | 1               |
| Малайзія (RIM)                            | 2               |
| Мальта (Radiomonitor)                     | 9               |
| Mexico Airplay (Billboard)                | 1               |
| Мексика Streaming (AMPROFON)              | 7               |
| Нідерланди (Dutch Top 40)                 | 1               |
| Нідерланди (Mega Single Top 100)          | 1               |
| Нова Зеландія (RIANZ)                     | 1               |
| Нікарагуа (Monitor Latino)                | 11              |
| Північна Македонія (Radiomonitor)         | 3               |
| Норвегія (VG-lista)                       | 1               |
| Панама (Monitor Latino)                   | 9               |
| Парагвай (Monitor Latino)                 | 11              |
| Парагвай (SGP)                            | 84              |
| Перу (Monitor Latino)                     | 17              |
| Польща (Polish Airplay Top 100)           | 1               |
| Португалія (AFP)                          | 1               |
| Пуерто-Рико (Monitor Latino)              | 5               |
| Румунія (Airplay 100)                     | 7               |
| Russia Airplay (Tophit)                   | 2               |
| Шотландія (Official Charts Company)       | 1               |
| Сербія (Radiomonitor)                     | 1               |
| Сінгапур (RIAS)                           | 1               |
| Словаччина (IFPI)                         | 1               |
| Словаччина (Singles Digitál Top 100)      | 1               |
| Словенія (SloTop50)                       | 1               |
| Південна Африка (SAARF)                   | 46              |
| Південна Корея (Gaon)                     | 136             |
| Іспанія (PROMUSICAE)                      | 5               |
| Швеція (Sverigetopplistan)                | 1               |
| Швейцарія (Media Control AG)              | 1               |
| Велика Британія (Official Charts Company) | 1               |
| Велика Британія (UK R&B Chart)            | 1               |
| Ukraine Airplay (Tophit)                  | 5               |
| Уругвай (Monitor Latino)                  | 4               |
| США (Billboard Hot 100)                   | 1               |
| США (Adult Contemporary) (Billboard)      | 1               |
| США (Adult Top 40) (Billboard)            | 1               |
| США (Hot Dance Airplay) (Billboard)       | 2               |
| США (Hot Dance Club Songs) (Billboard)    | 44              |
| США (Hot R&B/Hip-Hop Songs) (Billboard)   | 1               |
| США (Mainstream Top 40) (Billboard)       | 1               |
| США (Rhythmic) (Billboard)                | 2               |
| США Rolling Stone Top 100                 | 1               |
| Венесуела Anglo (Record Report)           | 1               |
| Венесуела Rock (Record Report)            | 1               |

| Чарт (2020)                 | Найвища позиція |
| --------------------------- | --------------- |
| Бразилія(Pro-Música Brasil) | 24              |

| Чарт (2020)                            | Позиція |
| -------------------------------------- | ------- |
| Аргентина Airplay (Monitor Latino)     | 8       |
| Австралія (ARIA)                       | 1       |
| Австрія (Ö3 Austria Top 40)            | 1       |
| Бельгія (Ultratop Flanders)            | 1       |
| Бельгія (Ultratop Wallonia)            | 1       |
| Болівія (Monitor Latino)               | 2       |
| Канада (Canadian Hot 100)              | 2       |
| Чилі (Monitor Latino)                  | 19      |
| СНД (Tophit)                           | 1       |
| Коста-Рико (Monitor Latino)            | 16      |
| Данія (Tracklisten)                    | 1       |
| Сальвадор (Monitor Latino)             | 8       |
| Франція (SNEP)                         | 2       |
| Німеччина (Official German Charts)     | 1       |
| Гондурас (Monitor Latino)              | 14      |
| Ісландія (Plötutíðindi)                | 1       |
| Ірландія (IRMA)                        | 1       |
| Італія (FIMI)                          | 8       |
| Японія Hot Overseas (Billboard)        | 6       |
| Нідерланди (Dutch Top 40)              | 1       |
| Нідерланди (Single Top 100)            | 1       |
| Нова Зеландія (Recorded Music NZ)      | 2       |
| Норвегія (VG-lista)                    | 2       |
| Парагвай (Monitor Latino)              | 43      |
| Перу (Monitor Latino)                  | 31      |
| Польща (ZPAV)                          | 1       |
| Пуерто-Рико (Monitor Latino)           | 11      |
| Румунія (Airplay 100)                  | 22      |
| Росія Airplay (Tophit)                 | 1       |
| Словенія (SloTop50)                    | 1       |
| Іспанія (PROMUSICAE)                   | 3       |
| Швеція (Sverigetopplistan)             | 2       |
| Швейцарія (Schweizer Hitparade)        | 1       |
| Україна Airplay (Tophit)               | 8       |
| США Singles (OCC)                      | 1       |
| США Billboard Hot 100                  | 1       |
| США Adult Contemporary (Billboard)     | 10      |
| США Adult Top 40 (Billboard)           | 2       |
| США Dance/Mix Show Airplay (Billboard) | 3       |
| США Hot R&B/Hip-Hop Songs (Billboard)  | 1       |
| США Mainstream Top 40 (Billboard)      | 1       |
| США Rhythmic (Billboard)               | 11      |

## Сертифікації
| Регіон                                                      | Сертифікація   | Продажі   |
| ----------------------------------------------------------- | -------------- | --------- |
| Австралія (ARIA)                                            | 6× Платиновий  | 420 000   |
| Австрія (IFPI Austria)                                      | 3× Платиновий  | 90 000    |
| Бельгія (BEA)                                               | 3× Платиновий  | 120 000   |
| Бразилія (ABPD)                                             | 2× Діамантовий | 320 000   |
| Канада (Music Canada)                                       | 9× Платиновий  | 720 000   |
| Данія (IFPI Denmark)                                        | 3× Платиновий  | 270 000   |
| Франція (SNEP)                                              | Діамантовий    | 333 333   |
| Німеччина (BVMI)                                            | Діамантовий    | 1 000 000 |
| Італія (FIMI)                                               | 3× Платиновий  | 210 000   |
| Мексика (AMPROFON)                                          | 3× Платиновий  | 180 000   |
| Нова Зеландія (RIANZ)                                       | 4× Платиновий  | 120 000   |
| Норвегія (IFPI Norway)                                      | 5× Платиновий  | 300 000   |
| Польща (ZPAV)                                               | Діамантовий    | 100 000   |
| Португалія (AFP)                                            | 4× Платиновий  | 40 000    |
| Іспанія (PROMUSICAE)                                        | 4× Платиновий  | 160 000   |
| Велика Британія (BPI)                                       | 4× Платиновий  | 2 400 000 |
| США (RIAA)                                                  | Платиновий     | 1 000 000 |
| продажі+прослуховування, що базуються лише на сертифікаціях |                |           |